# Tachina canadensis
Tachina canadensis là một loài ruồi trong họ Tachinidae.